# Avega
L’Avega Agahozo (Association des Veuves du Génocide Agahozo) est une association des veuves du génocide des Tutsis perpétré en avril 1994 au Rwanda. Elle est fondée en 1995.

## List des presidentes
| N | Nom et Prenoms       | Date de Debit | Date de Fin |
| - | -------------------- | ------------- | ----------- |
| 1 | Chantal Kayitesi     | 1996          | 2008        |
| 2 | Bellancille Umukobwa | 2006          | 2008        |
| 3 | Chantal Kabasinga    | 2008          | 2014        |
| 4 | Valérie Mukabayire   | 2014          |             |